# Deelen (Niederlande)
Deelen ist ein Dorf im östlichen Teil der Gemeinde Ede in der niederländischen Provinz Gelderland mit 75 Einwohnern.

## Lage
Deelen liegt etwa 60 Meter über dem Meer im Bereich der südlichen Veluwe, umgeben von Wald, Heide, Dünen und kleinen Seen.
Im Südwesten der Ortschaft liegt der ehemalige Militärflugplatz Deelen (ICAO-Code EHDL), im Südosten etwa fünf Kilometer davon entfernt der Segelflugplatz Terlet (ICAO-Code EHTL).

## Sehenswürdigkeiten
Das Museum Vliegbasis Deelen am Hoenderloseweg (N804) in Deelen zeigt feste Ausstellungen rund um das Thema Luftkrieg 1940–1945. Des Weiteren bietet es wechselnde Ausstellungen und Lesungen zum Thema Luftkrieg sowie Führungen über den Flugplatz Deelen und zu den Teerosen-Stellungen (Radiopeilstationen aus dem Zweiten Weltkrieg) in Terlet und de Posbank.